# Mohammadreza Mochtari
Mohammdreza Mokhtari (pers. محمدرضا مختاری ; ur. 1999) – irański zapaśnik walczący w stylu klasycznym. Zajął piąte miejsce na mistrzostwach świata w 2021. Mistrz Azji w 2022. Pierwszy w Pucharze Świata w 2022. Triumfator wojskowych MŚ w 2021. Wicemistrz świata kadetów w 2016 roku.